# رامانوجان ۴۱۳۰
سیارک ۴۱۳۰ (به انگلیسی: 4130 Ramanujan، نامگذاری:1988DQ1) چهار هزار و صد و سیمین سیارک کشف شده‌است که در ۱۷ فوریه ۱۹۸۸ کشف شد.
قدر مطلق سیارک برابر ۱۲٫۶۰ است.